# Daumesnil metróállomás
A Daumesnil egy metróállomás Franciaországban, Párizsban a párizsi metró 6-os és 8-as metróvonalán. Tulajdonosa és üzemeltetője a RATP.

## Metróvonalak
Az állomást az alábbi metróvonalak érintik:
- 6-os metróvonal
- 8-as metróvonal

## Kapcsolódó állomások
A metróállomáshoz az alábbi állomások vannak a legközelebb:
- Dugommier (Charles de Gaulle - Étoile, 6-os metróvonal)
- Bel-Air (Nation, 6-os metróvonal)
- Montgallet (metróállomás) (Balard, 8-as metróvonal)
- Michel Bizot (Pointe du Lac, 8-as metróvonal)